# Arnaldo Passos
Arnaldo Passos (1910 - 1964) foi um compositor de música popular brasileira. Foi criador de, ao menos, 64 músicas, regravadas várias vezes, interpretadas por grandes vozes como Angela Maria, Caetano Veloso, Cartola, Elza Soares, Luiz Gonzaga, Luiz Melodia, Maria Bethânia, Neguinho da Beija-Flor, Rita Lee, Zeca Pagodinho e Zizi Possi.

## Obras
Composições de Arnaldo Passos:
| Ano  | Título                    | Compositor(es)                                      | Intérprete(s)                                     |
| ---- | ------------------------- | --------------------------------------------------- | ------------------------------------------------- |
| 1995 | A Coitadinha Fracassou    | Hélio Nascimento / Arnaldo Passos                   | Luiz Melodia                                      |
| 1977 | A Coitadinha Fracassou    | Hélio Nascimento / Arnaldo Passos                   | Geraldo Pereira                                   |
| 2003 | A Coitadinha Fracassou    | Hélio Nascimento / Arnaldo Passos                   | Pedro Miranda                                     |
| 1952 | A Coitadinha Fracassou    | Hélio Nascimento / Arnaldo Passos                   | Geraldo Pereira                                   |
| 2003 | A Coitadinha Fracassou    | Hélio Nascimento / Arnaldo Passos                   | Luiz Melodia                                      |
| 1955 | Ai Amor                   | Manoel Casanova / Rosa de Oliveira / Arnaldo Passos | Ângela Maria                                      |
| 2014 | Ai Amor                   | Manoel Casanova / Rosa de Oliveira / Arnaldo Passos | Ângela Maria                                      |
| 1952 | Aquele Amor               | Arnaldo Passos / Geraldo Pereira                    | Marlene                                           |
| 1952 | Baile De Rico             | Roberto Martins / Arnaldo Passos                    | Léo Vilar                                         |
| 1949 | Bobo                      | Arnaldo Passos                                      | Arthur Montenegro                                 |
| 1950 | Boca Rica                 | Arnaldo Passos / Geraldo Pereira                    | Emilinha Borba                                    |
| 1994 | Boca Rica                 | Arnaldo Passos / Geraldo Pereira                    | Emilinha Borba                                    |
| 1984 | Boca Rica                 | Arnaldo Passos / Geraldo Pereira                    | Bebel Gilberto / Pedrinho Rodrigues               |
| -    | Boca Rica                 | Arnaldo Passos / Geraldo Pereira                    | Bebel Gilberto / Pedrinho Rodrigues               |
| 2017 | Boca Rica                 | Arnaldo Passos / Geraldo Pereira                    | Adriana Passos                                    |
| -    | Boca Rica                 | Arnaldo Passos / Geraldo Pereira                    | Emilinha Borba                                    |
| 1952 | Cabrocha Do Balaco Baco   | Arnaldo Passos / Silva Jr.                          | Geraldo Pereira                                   |
| -    | Cabrocha Do Balaco Baco   | Arnaldo Passos / Silva Jr.                          | Geraldo Pereira                                   |
| 1954 | Cadê Minha Pomba          | Arnaldo Passos / Silva Jr.                          | Ruth Barros                                       |
| 1955 | Canta Menina Canta        | Monsueto / Arnaldo Passos                           | Marlene                                           |
| 1956 | Canta Menina Canta        | Monsueto / Arnaldo Passos                           | Marlene                                           |
| 1945 | China                     | Arnaldo Passos / Ari Monteiro                       | Dircinha Batista                                  |
| 1954 | Ciúmes                    | Geraldo Queiroz / Arnaldo Passos                    | Ruth Barros                                       |
| 1977 | Dama Ideal                | Alcebíades Nogueira / Arnaldo Passos                | Geraldo Pereira                                   |
| 2003 | Dama Ideal                | Alcebíades Nogueira / Arnaldo Passos                | Pedro Paulo Malta / Nilze Carvalho                |
| 1952 | Dama Ideal                | Alcebíades Nogueira / Arnaldo Passos                | Geraldo Pereira                                   |
| 2007 | Dama Ideal                | Alcebíades Nogueira / Arnaldo Passos                | Luiz Melodia                                      |
| 2008 | Dama Ideal                | Alcebíades Nogueira / Arnaldo Passos                | Luiz Melodia                                      |
| 2000 | Dama Ideal                | Alcebíades Nogueira / Arnaldo Passos                | Diversos                                          |
| 1953 | Depois Do Leiteiro        | Roberto Martins / Arnaldo Passos                    | Carmélia Alves                                    |
| 1951 | Domingo Infeliz           | Arnaldo Passos / Abelardo Barbosa "Chacrinha"       | Geraldo Pereira                                   |
| 1951 | Ela                       | Arnaldo Passos / Osvaldo Lobo                       | Geraldo Pereira                                   |
| 1973 | Ela                       | Geraldo Pereira / Arnaldo Passos / Osvaldo Lobo     | Noite Ilustrada                                   |
| 1956 | Escurinha                 | Geraldo Pereira / Arnaldo Passos                    | Vadico/Risadinha                                  |
| 1977 | Escurinha                 | Geraldo Pereira / Arnaldo Passos                    | Cartola                                           |
| 1995 | Escurinha                 | Geraldo Pereira / Arnaldo Passos                    | Raul de Souza                                     |
| 1952 | Escurinha                 | Geraldo Pereira / Arnaldo Passos                    | Geraldo Pereira                                   |
| 1995 | Escurinha                 | Geraldo Pereira / Arnaldo Passos                    | Cartola                                           |
| 1993 | Escurinha                 | Geraldo Pereira / Arnaldo Passos                    | Zizi Possi                                        |
| 1980 | Escurinha                 | Geraldo Pereira / Arnaldo Passos                    | João Nogueira                                     |
| 1984 | Escurinha                 | Geraldo Pereira / Arnaldo Passos                    | Bebel Gilberto / Pedrinho Rodrigues               |
| 1971 | Escurinha                 | Geraldo Pereira / Arnaldo Passos                    | Jorge Veiga                                       |
| 2005 | Escurinha                 | Geraldo Pereira / Arnaldo Passos                    | Nadinho da Ilha                                   |
| -    | Escurinha                 | Geraldo Pereira / Arnaldo Passos                    | Zé Ventura                                        |
| 1987 | Escurinha                 | Geraldo Pereira / Arnaldo Passos                    | Pedrinho Rodrigues                                |
| 1983 | Escurinha                 | Geraldo Pereira / Arnaldo Passos                    | Jorge Veiga                                       |
| 1978 | Escurinha                 | Geraldo Pereira / Arnaldo Passos                    | Jorge Veiga                                       |
| 1979 | Escurinha                 | Geraldo Pereira / Arnaldo Passos                    | Zé Carlos / Raul de Barros                        |
| 2013 | Escurinha                 | Geraldo Pereira / Arnaldo Passos                    | Zeca Pagodinho                                    |
| 2007 | Escurinha                 | Geraldo Pereira / Arnaldo Passos                    | Maria João                                        |
| 2015 | Escurinha                 | Geraldo Pereira / Arnaldo Passos                    | Marquinhos Diniz                                  |
| -    | Escurinha                 | Geraldo Pereira / Arnaldo Passos                    | Bebel Gilberto / Pedrinho Rodrigues               |
| 2018 | Escurinha                 | Geraldo Pereira / Arnaldo Passos                    | Anaí Rosa                                         |
| 1990 | Escurinha                 | Geraldo Pereira / Arnaldo Passos                    | Cartola                                           |
| 1984 | Escurinha                 | Geraldo Pereira / Arnaldo Passos                    | Pedrinho Rodrigues / Bebel Gilberto               |
| 1996 | Escurinha                 | Geraldo Pereira / Arnaldo Passos                    | Cartola                                           |
| 1997 | Escurinha                 | Geraldo Pereira / Arnaldo Passos                    | Zizi Possi                                        |
| 2017 | Escurinha                 | Geraldo Pereira / Arnaldo Passos                    | Adriana Passos / Moyseis Marques                  |
| 2000 | Escurinha                 | Carregando...                                       | Diversos                                          |
| 1997 | Escurinha                 | Geraldo Pereira / Arnaldo Passos                    | Cartola                                           |
| 2002 | Escurinha                 | Geraldo Pereira / Arnaldo Passos                    | Cartola                                           |
| 1953 | Estudante                 | Arnaldo Passos                                      | Dante Santoro                                     |
| 1945 | Folião                    | Arnaldo Passos / J. Piedade                         | Dircinha Batista                                  |
| 1952 | Fugindo De Mim            | Arnaldo Passos / Geraldo Pereira / Waldir Machado   | Dircinha Batista                                  |
| 1945 | Há Mais Espaço            | Arnaldo Passos / Gil Lima / Ari Monteiro            | Carlos Galhardo                                   |
| 1950 | Há Quanto Tempo           | Arnaldo Passos                                      | Roberto Paiva                                     |
| 1950 | Ingratidão                | Roberto Martins / Arnaldo Passos                    | Roberto Paiva                                     |
| 1953 | Lar Desabitado            | Arnaldo Passos / Geraldo Pereira                    | Alcides Gerardi                                   |
| 1945 | Laurinda                  | Newton Teixeira / Arnaldo Passos / Ari Monteiro     | Carlos Galhardo                                   |
| 1949 | Leviana                   | Arnaldo Passos / Orlando Trindade                   | Arthur Montenegro                                 |
| 2017 | Mais Que Saudade          | Adriana Passos / Arnaldo Passos                     | Adriana Passos                                    |
| 1945 | Mais Um Louco             | Arnaldo Passos / José Tadeu                         | Zé e Zilda                                        |
| 1953 | Marcha Do Gato            | Roberto Martins / Arnaldo Passos                    | Roberto Paiva                                     |
| 1954 | Marcha Do Vovô            | Arnaldo Passos / Geraldo Queiroz                    | Ruth Barros                                       |
| 1951 | Marchinha Dos Velhos      | Arnaldo Passos / Augusto Garcez                     | Roberto Paiva                                     |
| 1954 | Maré Alta                 | Orlando Soares Filho / Arnaldo Passos               | Ruth Barros                                       |
| 1953 | Maria Dolores             | Roberto Martins / Arnaldo Passos                    | Roberto Paiva                                     |
| 1953 | Menina Gazeteira          | Jorge de Castro / Arnaldo Passos / Silva Jr.        | Luiz de Carvalho                                  |
| 1958 | Menino de Braçanã         | Luiz Vieira / Arnaldo Passos                        | Bola Sete                                         |
| 1989 | Menino de Braçanã         | Luiz Vieira / Arnaldo Passos                        | Luiz Gonzaga                                      |
| 1974 | Menino de Braçanã         | Luiz Vieira / Arnaldo Passos                        | Luiz Vieira                                       |
| 1979 | Menino de Braçanã         | Luiz Vieira / Arnaldo Passos                        | João Maria de Abreu                               |
| 1969 | Menino de Braçanã         | Luiz Vieira / Arnaldo Passos                        | Regininha                                         |
| 1955 | Menino de Braçanã         | Luiz Vieira / Arnaldo Passos                        | Waldir Calmon                                     |
| 1969 | Menino de Braçanã         | Luiz Vieira / Arnaldo Passos                        | Os Showpignon                                     |
| 1968 | Menino de Braçanã         | Luiz Vieira / Arnaldo Passos                        | Os Uirapurus                                      |
| 1971 | Menino de Braçanã         | Luiz Vieira / Arnaldo Passos                        | Ivon Curi                                         |
| 1980 | Menino de Braçanã         | Luiz Vieira / Arnaldo Passos                        | Luiz Vieira                                       |
| 2000 | Menino de Braçanã         | Luiz Vieira / Arnaldo Passos                        | Célia e Celma                                     |
| 1990 | Menino de Braçanã         | Luiz Vieira / Arnaldo Passos                        | Lúcio Alves                                       |
| 1997 | Menino de Braçanã         | Luiz Vieira / Arnaldo Passos                        | Luiz Vieira                                       |
| 1999 | Menino de Braçanã         | Luiz Vieira / Arnaldo Passos                        | Ney Matogrosso / Carmélia Alves                   |
| 1977 | Menino de Braçanã         | Luiz Vieira / Arnaldo Passos                        | Flor do Xique-Xique                               |
| 1958 | Menino de Braçanã         | Luiz Vieira / Arnaldo Passos                        | Luiz Vieira                                       |
| 1968 | Menino de Braçanã         | Luiz Vieira / Arnaldo Passos                        | Luiz Vieira                                       |
| 1999 | Menino de Braçanã         | Luiz Vieira / Arnaldo Passos                        | Luiz Gonzaga                                      |
| 1986 | Menino de Braçanã         | Luiz Vieira / Arnaldo Passos                        | Ivon Curi                                         |
| 1975 | Menino de Braçanã         | Luiz Vieira / Arnaldo Passos                        | Nara Leão                                         |
| 1959 | Menino de Braçanã         | Luiz Vieira / Arnaldo Passos                        | Sexteto Prestige                                  |
| 1997 | Menino de Braçanã         | Luiz Vieira / Arnaldo Passos                        | Rita Lee                                          |
| 1990 | Menino de Braçanã         | Luiz Vieira / Arnaldo Passos                        | Neguinho da Beija-Flor                            |
| 1963 | Menino de Braçanã         | Luiz Vieira / Arnaldo Passos                        | Rildo Hora                                        |
| 1991 | Menino de Braçanã         | Luiz Vieira / Arnaldo Passos                        | Zizi Possi                                        |
| 1974 | Menino de Braçanã         | Luiz Vieira / Arnaldo Passos                        | Evinha                                            |
| 1998 | Menino de Braçanã         | Luiz Vieira / Arnaldo Passos                        | Saulo Laranjeira                                  |
| 1959 | Menino de Braçanã         | Luiz Vieira / Arnaldo Passos                        | Lúcio Alves                                       |
| 1966 | Menino de Braçanã         | Luiz Vieira / Arnaldo Passos                        | Rosa Marya Colin                                  |
| 1973 | Menino de Braçanã         | Luiz Vieira / Arnaldo Passos                        | Marisa Gata Mansa                                 |
| 1972 | Menino de Braçanã         | Luiz Vieira / Arnaldo Passos                        | Fábio                                             |
| 1976 | Menino de Braçanã         | Luiz Vieira / Arnaldo Passos                        | Trio Irakitan                                     |
| 2004 | Menino de Braçanã         | Luiz Vieira / Arnaldo Passos                        | Cervantes / Maria Dapaz                           |
| 1967 | Menino de Braçanã         | Luiz Vieira / Arnaldo Passos                        | Waldir Azevedo                                    |
| 1998 | Menino de Braçanã         | Luiz Vieira / Arnaldo Passos                        | Luiz Gonzaga                                      |
| 1996 | Menino de Braçanã         | Luiz Vieira / Arnaldo Passos                        | Lúcio Alves                                       |
| 2003 | Menino de Braçanã         | Luiz Vieira / Arnaldo Passos                        | Marisa Gata Mansa                                 |
| 2003 | Menino de Braçanã         | Luiz Vieira / Arnaldo Passos                        | Luiz Gonzaga                                      |
| 1993 | Menino de Braçanã         | Luiz Vieira / Arnaldo Passos                        | Milena                                            |
| 1954 | Minha Araponga            | Geraldo Queiroz / Arnaldo Passos                    | Ruth Barros                                       |
| 1983 | Ministério da Economia    | Geraldo Pereira / Arnaldo Passos                    | Graça Biot                                        |
| -    | Ministério da Economia    | Geraldo Pereira / Arnaldo Passos                    | Batista de Souza                                  |
| 1951 | Ministério da Economia    | Geraldo Pereira / Arnaldo Passos                    | Geraldo Pereira                                   |
| 1987 | Ministério da Economia    | Geraldo Pereira / Arnaldo Passos                    | Jards Macalé                                      |
| 1980 | Ministério da Economia    | Geraldo Pereira / Arnaldo Passos                    | Monarco                                           |
| 2005 | Ministério da Economia    | Geraldo Pereira / Arnaldo Passos                    | Nadinho da Ilha                                   |
| 1983 | Ministério da Economia    | Geraldo Pereira / Arnaldo Passos                    | Monarco                                           |
| 2018 | Ministério da Economia    | Geraldo Pereira / Arnaldo Passos                    | Anaí Rosa                                         |
| 1984 | Ministério da Economia    | Geraldo Pereira / Arnaldo Passos                    | Pedrinho Rodrigues / Bebel Gilberto               |
| 1997 | Ministério da Economia    | Geraldo Pereira / Arnaldo Passos                    | Monarco                                           |
| 2017 | Ministério da Economia    | Geraldo Pereira / Arnaldo Passos                    | Adriana Passos / Moyseis Marques                  |
| 1980 | Ministério da Economia    | Geraldo Pereira / Arnaldo Passos                    | Monarco                                           |
| 1962 | Mora Na Filosofia         | Monsueto / Arnaldo Passos                           | Monsueto                                          |
| 1974 | Mora Na Filosofia         | Monsueto / Arnaldo Passos                           | Denilson                                          |
| 1980 | Mora Na Filosofia         | Monsueto / Arnaldo Passos                           | Intérprete Não Identificado                       |
| 1977 | Mora Na Filosofia         | Monsueto / Arnaldo Passos                           | Vilma                                             |
| 1976 | Mora Na Filosofia         | Monsueto / Arnaldo Passos                           | Marlene                                           |
| 1974 | Mora Na Filosofia         | Monsueto / Arnaldo Passos                           | MPB4                                              |
| 1978 | Mora Na Filosofia         | Monsueto / Arnaldo Passos                           | Djalma Dias                                       |
| 2001 | Mora Na Filosofia         | Monsueto / Arnaldo Passos                           | Alaíde Costa                                      |
| 2001 | Mora Na Filosofia         | Monsueto / Arnaldo Passos                           | Maria Bethânia                                    |
| 1955 | Mora Na Filosofia         | Monsueto / Arnaldo Passos                           | Marlene                                           |
| 2004 | Mora Na Filosofia         | Monsueto / Arnaldo Passos                           | Adriana Maciel                                    |
| 2002 | Mora Na Filosofia         | Monsueto / Arnaldo Passos                           | Caetano Veloso                                    |
| 1999 | Mora Na Filosofia         | Monsueto / Arnaldo Passos                           | Maria Bethânia                                    |
| 2006 | Mora Na Filosofia         | Monsueto / Arnaldo Passos                           | Ainda Sem Intérprete                              |
| 1999 | Mora Na Filosofia         | Monsueto / Arnaldo Passos                           | Monsueto                                          |
| 1994 | Mora Na Filosofia         | Monsueto / Arnaldo Passos                           | Marlene                                           |
| 2006 | Mora Na Filosofia         | Monsueto / Arnaldo Passos                           | Moisés Santana / Norberto Vinhas / Daisy Cordeiro |
| 1965 | Mora Na Filosofia         | Monsueto / Arnaldo Passos                           | Maria Bethânia                                    |
| 1972 | Mora Na Filosofia         | Monsueto / Arnaldo Passos                           | Caetano Veloso                                    |
| 1973 | Mora Na Filosofia         | Monsueto / Arnaldo Passos                           | Maria Bethânia                                    |
| 2005 | Mora Na Filosofia         | Monsueto / Arnaldo Passos                           | Kátia B                                           |
| 1999 | Mora Na Filosofia         | Monsueto / Arnaldo Passos                           | Zé Alexandre                                      |
| 1968 | Mora Na Filosofia         | Monsueto / Arnaldo Passos                           | Nuno Roland / Marlene / Blecaute                  |
| 1973 | Mora Na Filosofia         | Monsueto / Arnaldo Passos                           | Martinho da Vila                                  |
| 1973 | Mora Na Filosofia         | Monsueto / Arnaldo Passos                           | Pedrinho Rodrigues                                |
| 1974 | Mora Na Filosofia         | Monsueto / Arnaldo Passos                           | MPB4 / Quarteto Em Cy                             |
| 1970 | Mora Na Filosofia         | Monsueto / Arnaldo Passos                           | Marlene                                           |
| 1964 | Mora Na Filosofia         | Monsueto / Arnaldo Passos                           | Helena de Lima                                    |
| 2008 | Mora Na Filosofia         | Monsueto / Arnaldo Passos                           | Mônica Salmaso                                    |
| 1982 | Mora Na Filosofia         | Monsueto / Arnaldo Passos                           | Maria Bethânia                                    |
| 1977 | Mora Na Filosofia         | Monsueto / Arnaldo Passos                           | Maria Bethânia                                    |
| 1954 | Mora Na Filosofia         | Monsueto / Arnaldo Passos                           | Dóris Monteiro                                    |
| 2003 | Mora Na Filosofia         | Monsueto / Arnaldo Passos                           | Elymar Santos                                     |
| 2008 | Mora Na Filosofia         | Monsueto / Arnaldo Passos                           | Virgínia Rosa                                     |
| 2012 | Mora Na Filosofia         | Monsueto / Arnaldo Passos                           | Macau                                             |
| 1965 | Mora Na Filosofia         | Monsueto / Arnaldo Passos                           | Maria Bethânia                                    |
| 1996 | Mora Na Filosofia         | Monsueto / Arnaldo Passos                           | Marlene                                           |
| 2017 | Mora Na Filosofia         | Monsueto / Arnaldo Passos                           | Adriana Passos                                    |
| 2010 | Mora Na Filosofia         | Monsueto / Arnaldo Passos                           | Soraya Ravenle                                    |
| 1997 | Mora Na Filosofia         | Monsueto / Arnaldo Passos                           | Maria Bethânia                                    |
| 2022 | Mora Na Filosofia         | Monsueto / Arnaldo Passos                           | Graziela Medori                                   |
| -    | Mora Na Filosofia         | Monsueto / Arnaldo Passos                           | Marlene                                           |
| 1962 | Mora Na Roça              | José Batista / Arnaldo Passos                       | Luiz Reis                                         |
| 1954 | Moreninha Bacana          | Arnaldo Passos / Silva Jr.                          | Alcides Gerardi                                   |
| 1951 | Moro Na Roça              | José Batista / Arnaldo Passos                       | Flora Mattos                                      |
| 1959 | Moro Na Roça              | José Batista / Arnaldo Passos                       | Luiz Reis                                         |
| 1955 | Na Casa Do Corongondó     | Monsueto / Arnaldo Passos                           | Marlene                                           |
| 1952 | Não Consigo Esquecer      | Arnaldo Passos / Geraldo Pereira                    | Heleninha Costa                                   |
| 1955 | Não É Verdade             | Arnaldo Passos / Isaias Ferreira                    | Odete Amaral                                      |
| 1952 | Não Quero Você            | Arnaldo Passos / Geraldo Pereira                    | Roberto Paiva                                     |
| 1996 | Não Revelarás             | Américo Seixas / Arnaldo Passos                     | Carlos Galhardo                                   |
| 1947 | Não Revelarás             | Américo Seixas / Arnaldo Passos                     | Carlos Galhardo                                   |
| 1955 | Nem Toda Flor Tem Perfume | Monsueto / Arnaldo Passos                           | Cauby Peixoto                                     |
| 1953 | Nunca Te Encontrei        | Arnaldo Passos / Carlos Coimbra / D'andréa Neto     | Roberto Paiva                                     |
| -    | Nunca Te Encontrei        | Arnaldo Passos / Carlos Coimbra / D'andréa Neto     | Alfredo Gomes                                     |
| 1954 | O Canto do Sabiá          | Arnaldo Passos / Geraldo Queiroz                    | Trigêmeos Vocalistas                              |
| 1956 | O Menino de Braçanã       | Luiz Vieira / Arnaldo Passos                        | Ivon Curi                                         |
| 1955 | O Menino de Braçanã       | Luiz Vieira / Arnaldo Passos                        | Radamés Gnattali                                  |
| 1957 | O Menino de Braçanã       | Luiz Vieira / Arnaldo Passos                        | Luzia Félix                                       |
| 1955 | O Menino de Braçanã       | Luiz Vieira / Arnaldo Passos                        | Luiz Vieira                                       |
| 1991 | O Menino de Braçanã       | Luiz Vieira / Arnaldo Passos                        | Luiz Vieira                                       |
| 1969 | O Menino de Braçanã       | Luiz Vieira / Arnaldo Passos                        | Almir Ricardi                                     |
| 1995 | O Menino de Braçanã       | Luiz Vieira / Arnaldo Passos                        | Ivon Curi                                         |
| 2000 | O Menino de Braçanã       | Luiz Vieira / Arnaldo Passos                        | Luiz Vieira                                       |
| 2000 | O Menino de Braçanã       | Luiz Vieira / Arnaldo Passos                        | Roberto Paiva                                     |
| 1954 | O Menino de Braçanã       | Luiz Vieira / Arnaldo Passos                        | Ivon Curi                                         |
| 1954 | O Menino de Braçanã       | Luiz Vieira / Arnaldo Passos                        | Luiz Vieira                                       |
| 1953 | O Menino de Braçanã       | Luiz Vieira / Arnaldo Passos                        | Roberto Paiva                                     |
| 2003 | O Menino de Braçanã       | Luiz Vieira / Arnaldo Passos                        | Cauby Peixoto                                     |
| 1959 | O Menino de Braçanã       | Luiz Vieira / Arnaldo Passos                        | Guerra Peixe                                      |
| 2005 | O Menino de Braçanã       | Luiz Vieira / Arnaldo Passos                        | Ivon Curi                                         |
| 1996 | O Menino de Braçanã       | Luiz Vieira / Arnaldo Passos                        | Roberto Corrêa (Violeiro) / Inezita Barroso       |
| 1986 | O Menino de Braçanã       | Luiz Vieira / Arnaldo Passos                        | Luiz Vieira                                       |
| 1945 | O Pão Que o Diabo Amassou | Ari Monteiro / Arnaldo Passos                       | Gilberto Alves                                    |
| 1944 | Olhos Divinos             | Arnaldo Passos / Ari Monteiro                       | Carlos Galhardo                                   |
| 1949 | Os Caprichos Meus         | Geraldo Pereira / Arnaldo Passos                    | Roberto Silva                                     |
| 1976 | Os Caprichos Meus         | Geraldo Pereira / Arnaldo Passos                    | Roberto Silva                                     |
| 1951 | Perdi Meu Lar             | Arnaldo Passos / Geraldo Pereira                    | Emilinha Borba                                    |
| 1952 | Polícia No Morro          | Geraldo Pereira / Arnaldo Passos                    | Geraldo Pereira                                   |
| 2005 | Polícia No Morro          | Geraldo Pereira / Arnaldo Passos                    | Nadinho da Ilha                                   |
| 1997 | Polícia No Morro          | Geraldo Pereira / Arnaldo Passos                    | Cristina Buarque                                  |
| 2018 | Polícia No Morro          | Geraldo Pereira / Arnaldo Passos                    | Anaí Rosa                                         |
| 1945 | Prece                     | Arnaldo Passos / Ari Monteiro                       | Carlos Galhardo                                   |
| 1947 | Procura-se Uma Mulher     | José Batista / Arnaldo Passos                       | Zé e Zilda                                        |
| 1985 | Promessa de Um Caboclo    | Geraldo Pereira / Arnaldo Passos                    | Francisco Carlos                                  |
| 2000 | Promessa de Um Caboclo    | Geraldo Pereira / Arnaldo Passos                    | Francisco Carlos                                  |
| 1952 | Promessa de Um Caboclo    | Geraldo Pereira / Arnaldo Passos                    | Francisco Carlos                                  |
| 2008 | Promessa de Um Caboclo    | Geraldo Pereira / Arnaldo Passos                    | Francisco Carlos                                  |
| 1968 | Quatro Paredes            | Arnaldo Passos / Geraldo Queiroz                    | Trigêmeos Vocalistas                              |
| 1954 | Quatro Paredes            | Arnaldo Passos / Geraldo Queiroz                    | Trigêmeos Vocalistas                              |
| 1959 | Quatro Paredes            | Arnaldo Passos / Geraldo Queiroz                    | Isaura Garcia                                     |
| 1958 | Quatro Paredes            | Arnaldo Passos / Geraldo Queiroz                    | Isaura Garcia                                     |
| 1962 | Que Samba Bom             | Geraldo Pereira / Arnaldo Passos                    | Luiz Reis                                         |
| 1973 | Que Samba Bom             | Geraldo Pereira / Arnaldo Passos                    | Moreira da Silva                                  |
| 1973 | Que Samba Bom             | Geraldo Pereira / Arnaldo Passos                    | Djalma Pires                                      |
| 1977 | Que Samba Bom             | Geraldo Pereira / Arnaldo Passos                    | Jorginho do Império                               |
| 1975 | Que Samba Bom             | Geraldo Pereira / Arnaldo Passos                    | Cyro Monteiro                                     |
| 1971 | Que Samba Bom             | Geraldo Pereira / Arnaldo Passos                    | Martinho da Vila / Os Originais do Samba          |
| 1997 | Que Samba Bom             | Geraldo Pereira / Arnaldo Passos                    | Mariana de Moraes / Zé Renato/Élton Medeiros      |
| 1997 | Que Samba Bom             | Geraldo Pereira / Arnaldo Passos                    | Paulinho da Viola                                 |
| 1949 | Que Samba Bom             | Geraldo Pereira / Arnaldo Passos                    | Blecaute                                          |
| 2000 | Que Samba Bom             | Geraldo Pereira / Arnaldo Passos                    | Cyro Monteiro                                     |
| 1968 | Que Samba Bom             | Geraldo Pereira / Arnaldo Passos                    | Cyro Monteiro                                     |
| 1967 | Que Samba Bom             | Geraldo Pereira / Arnaldo Passos                    | Nelson Sargento                                   |
| 1969 | Que Samba Bom             | Geraldo Pereira / Arnaldo Passos                    | Elza Soares                                       |
| 1975 | Que Samba Bom             | Geraldo Pereira / Arnaldo Passos                    | Abílio Martins                                    |
| 1962 | Que Samba Bom             | Geraldo Pereira / Arnaldo Passos                    | Silvio Viana                                      |
| 1961 | Que Samba Bom             | Geraldo Pereira / Arnaldo Passos                    | Zaccarias / Quarteto Excelsior                    |
| 2000 | Que Samba Bom             | Geraldo Pereira / Arnaldo Passos                    | Blecaute                                          |
| 1984 | Que Samba Bom             | Geraldo Pereira / Arnaldo Passos                    | Bebel Gilberto / Pedrinho Rodrigues               |
| -    | Que Samba Bom             | Geraldo Pereira / Arnaldo Passos                    | Blecaute                                          |
| 1983 | Que Samba Bom             | Geraldo Pereira / Arnaldo Passos                    | Elza Soares                                       |
| 1978 | Que Samba Bom             | Geraldo Pereira / Arnaldo Passos                    | Elza Soares                                       |
| 2008 | Que Samba Bom             | Geraldo Pereira / Arnaldo Passos                    | Sururu Na Roda                                    |
| 2018 | Que Samba Bom             | Geraldo Pereira / Arnaldo Passos                    | Anaí Rosa                                         |
| 1984 | Que Samba Bom             | Geraldo Pereira / Arnaldo Passos                    | Pedrinho Rodrigues / Bebel Gilberto               |
| 1997 | Que Samba Bom             | Geraldo Pereira / Arnaldo Passos                    | Cyro Monteiro                                     |
| 2017 | Que Samba Bom             | Geraldo Pereira / Arnaldo Passos                    | Adriana Passos                                    |
| 2010 | Que Samba Bom             | Geraldo Pereira / Arnaldo Passos                    | Makley Matos                                      |
| 1948 | Roubaram O Livro De Ouro  | Arnaldo Passos / Geraldo Pereira                    | Geraldo Pereira                                   |
| 2017 | Saravá                    | Adriana Passos / Arnaldo Passos / Ricardo Moreno    | Adriana Passos                                    |
| 1954 | Sofri                     | Arnaldo Passos / G. Queiroz / W. Tojal              | Ruth Barros                                       |
| 1952 | Tombo No Chapéu           | Arnaldo Passos / Alberto Rego                       | Geraldo Pereira                                   |
| 1945 | Volta Ao Paraíso          | Arnaldo Passos / Ari Monteiro                       | Roberto Paiva                                     |